# Han Guangwudi

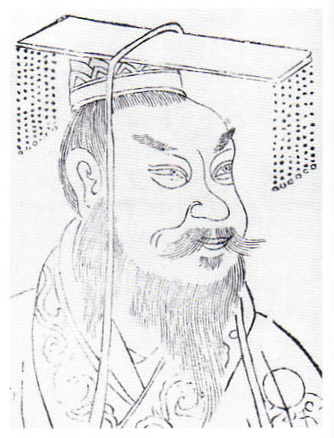
Portret van keizer Guangwu uit 1609.

Han Guangwudi (geboren als Liu Xiu; 15 januari 5 v.Chr. – 29 maart 57 n.Chr.), omgangsnaam Wenshu) was een Chinese keizer van de Han-dynastie, die hij herstelde nadat deze van 9 tot 25 was onderbroken door de Xin-dynastie van Wang Mang. De nieuwe periode wordt de "Oostelijke Han-dynastie" genoemd, omdat keizer Guangwu de hoofdstad verplaatste van Chang'an in het westen naar het 335 km oostelijker gelegen Luoyang. Hij heerste aanvankelijk slechts delen van China, maar slaagde erin verschillende rebellengroepen en krijgsheren te verslaan en het land te verenigen onder zijn vlag in 36.
Liu Xiu was een van de vele afstammelingen van de keizerlijke Han-familie. Nadat Wang Mang in het jaar 9 de troon had gegrepen en het land in 17 in burgeroorlog belandde, was Liu Xiu een van vele pretendenten die aanspraak maakten op de keizerstroon op grond van hun afkomst. Hij bouwde een leger op, riep zichzelf in 25 uit tot keizer, versloeg zijn rivalen en het ongeregelde en plunderende boerenleger van de Rode Wenkbrauwen (Chimei) en herenigde China in 36. Hij voerde enkele hervormingen door (vooral een landhervorming, al was deze niet erg succesvol) om enkele structurele onevenwichtigheden op te heffen die de neergang van de Westelijke Han-dynastie hadden veroorzaakt. Dankzij zijn hervormingen kon het leven van de Han-dynastie met twee eeuwen worden verlengd.